# Wenddorf
Wenddorf este o comună din landul Saxonia-Anhalt, Germania.